# Kvartodecimáni
Kvartodecimáni (z latinské číslovky quartus decimus, čtrnáctý; též čtrnáctníci) byli křesťané v prvních staletích, pocházející převážně ze Sýrie a Malé Asie, kteří zachovávali židovský způsob výpočtu data Velikonoc, tj. Velikonoce slavili 14. dne židovského měsíce nisanu.